# Tiraspol
Tiraspol este un municipiu cu o populație de circa 135.000 de locuitori, al doilea ca mărime din Republica Moldova (surclasat de Chișinău), și capitala autoproclamatei Republici Moldovenești Nistriene.
În anul 1989, populația orașului se ridica la aproximativ 182.000 locuitori, cu tot cu suburbii 200 de mii, 32% ucraineni și 18% români-moldoveni. Conform recensământului făcut de autoritățile transnistrene în anul 2004, populația a scăzut la 159.163 locuitori, în 2011 la 135.700 locuitori.
Procentul românilor a scăzut la 15% după datele noului recensământ (2004). Potrivit informațiilor din CIA World Factbook, 8.000–10.000 de cetățeni moldoveni au devenit refugiați în timpul războiului din 1992, mulți dintre ei provenind din Tiraspol, 1.000 dintre ei încă au statutul de refugiați și astăzi.

## Etimologie
Numele provine de la Tyras, denumirea antică și medievală a Nistrului, și polis, însemnând deci „orașul, cetatea Nistrului”. 
În unele surse românești mai vechi, figurează și sub numele Tirișpolea.

## Istorie

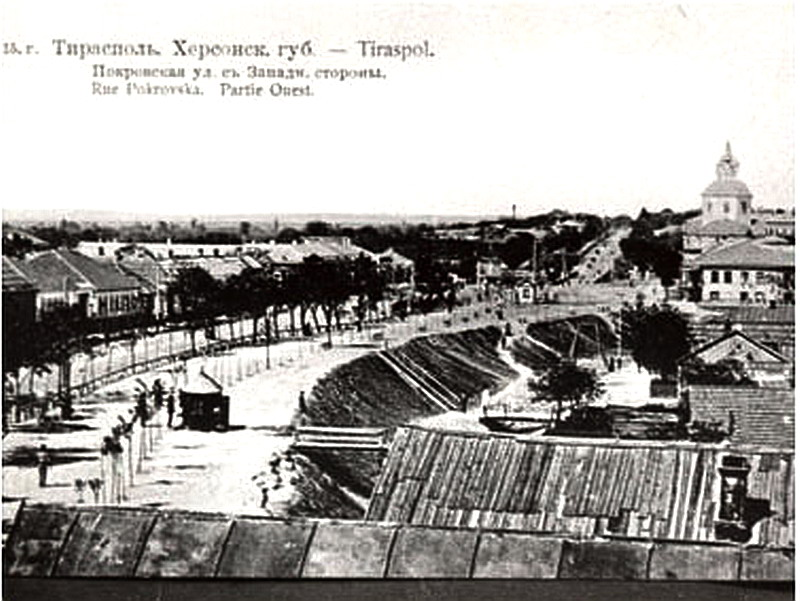
Una din străzile principale ale Tiraspolului la sf. secolului al XIX-lea

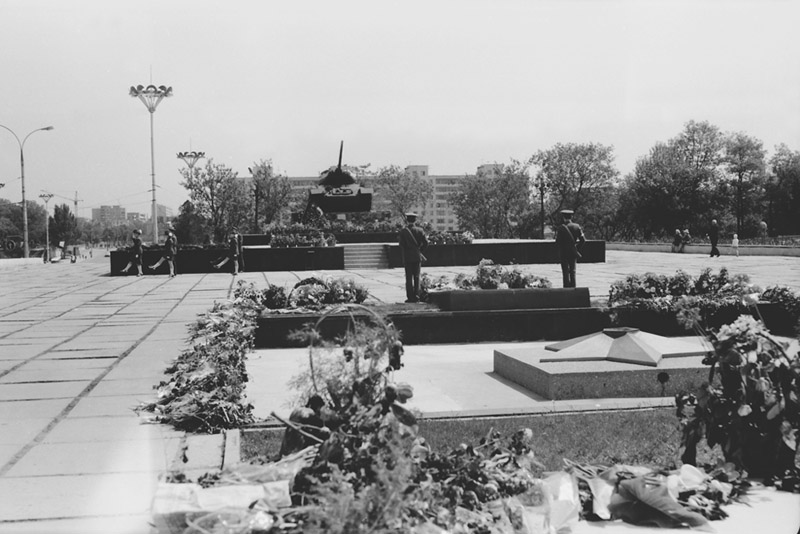
1980

După războiul ruso-austro-turc din anii 1787–1792 d.Hr., a fost semnat Tratatul de la Iași, conform căruia Imperiul otoman ceda Imperiului țarist regiunea dintre râurile Bug și Nistru, cunoscută ca regiunea Oceacov.
Pentru întărirea noii frontiere de stat a Imperiului țarist, în 1792, pe malul stâng al râului Nistru, la cererea generalului Aleksandr Suvorov, a fost construită Cetatea Tiraspolului de arhitectul François Sainte de Wollant. În jurul cetății a fost fondat orașul Tiraspol, la porunca împărătesei Ecaterina a II-a a Rusiei. După apariția orașului Tiraspol, mulți locuitori ai satului Sucleia s-au mutat în localitatea urbană, astfel populația orașului, în 1795, era de 2.500 locuitori.
Orașul Tiraspol, inițial, era centrul administrativ al regiunii Oceacov (Oceac), iar din 1806 a fost inclus în gubernia Herson. În 1816, populația orașului număra 5.300 locuitori.
După anexarea Basarabiei, în 1812, Tiraspolul pierde statutul său de important centru militar, iar în anul 1835 Cetatea Tiraspolului a fost desființată, însă orașul continua să crească și să se dezvolte. Colonizarea germanilor pontici a generat o creștere demografică, economică și culturală. În anul 1848 a fost înființată Dieceza de Tiraspol.
În anul 1869 a fost construită calea ferată care lega Tiraspolul și Odesa, iar în 1871 calea ferată spre Chișinău.

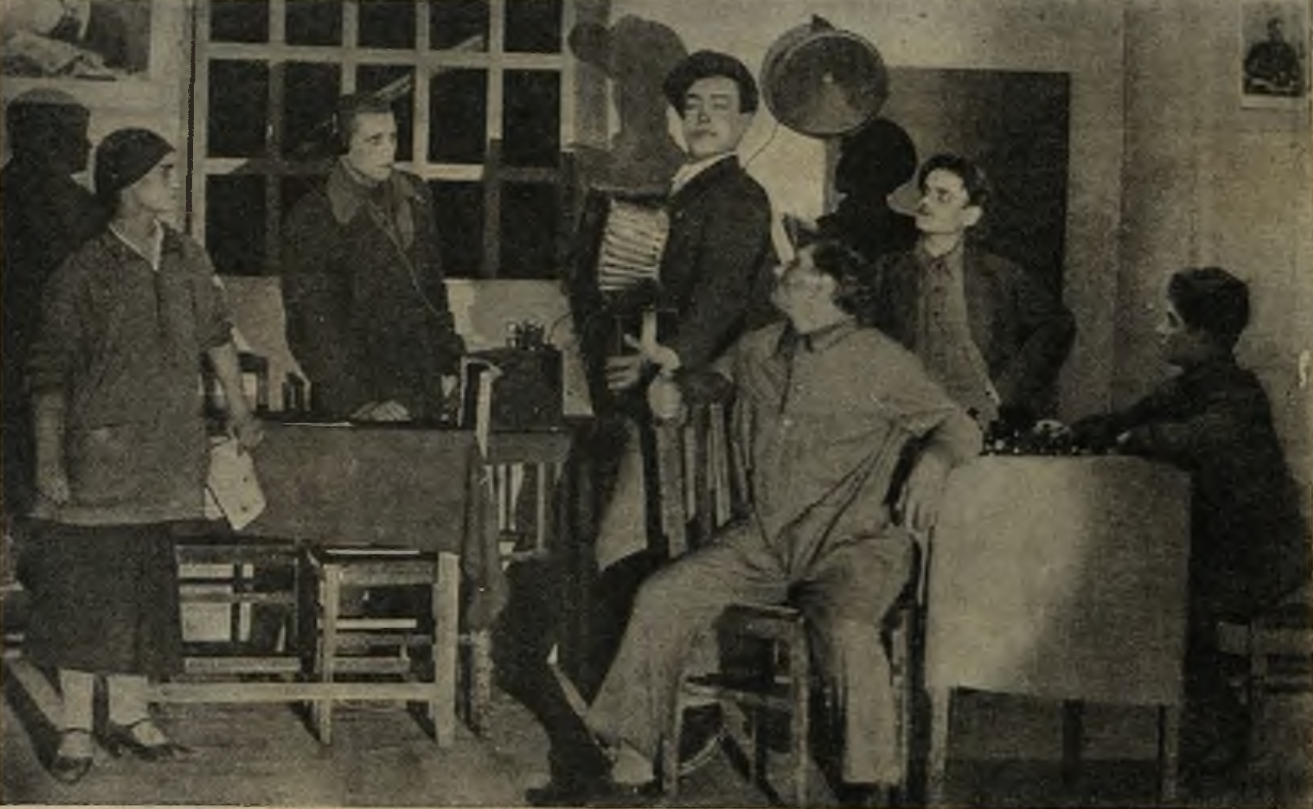
Piesa Biruința de Samuil Lehtțir, interpretată la Teatrul de Stat din Tiraspol, în 1933.

Primul Război Mondial a încetinit dezvoltarea orașului. În 1918, Basarabia s-a unit România, iar Nistrului din nou i-a revenit rolul de frontieră. În perioada 1929-1940, Tiraspolul este capitala Republicii Autonome Sovietice Socialiste Moldovenești în componența Republicii Sovietice Socialiste Ucrainene. În această perioadă, în Tiraspol sunt construite numeroase fabrici, uzine și instituții de învățământ.
În 1940, Basarabia este anexată la URSS, iar RASSM devine parte componentă omogenă a RSSM-ului cu capitala la Chișinău, Tiraspolului revenindu-i doar rolul de centru raional a Republicii Sovietice Socialiste Moldovenești. Tiraspolul se dezvoltă într-un ritm foarte rapid până la sfârșitul anilor 80 ai secolului trecut, când orașul avea o populație record de peste 200 mii locuitori.

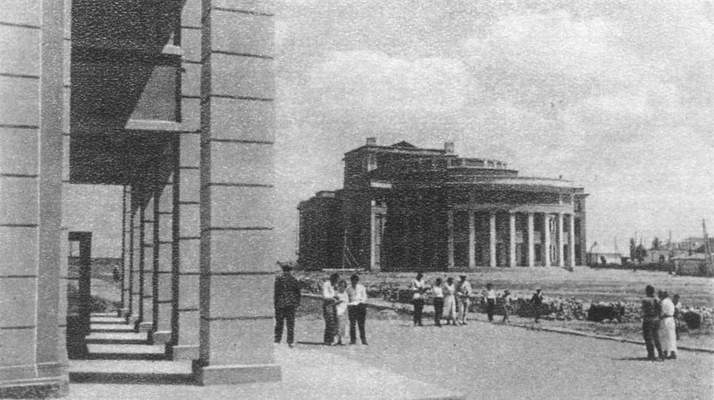
Orașul în 1941, sub administrație românească.
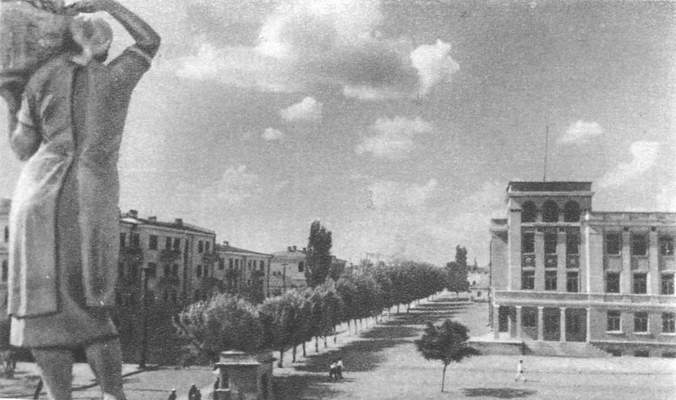
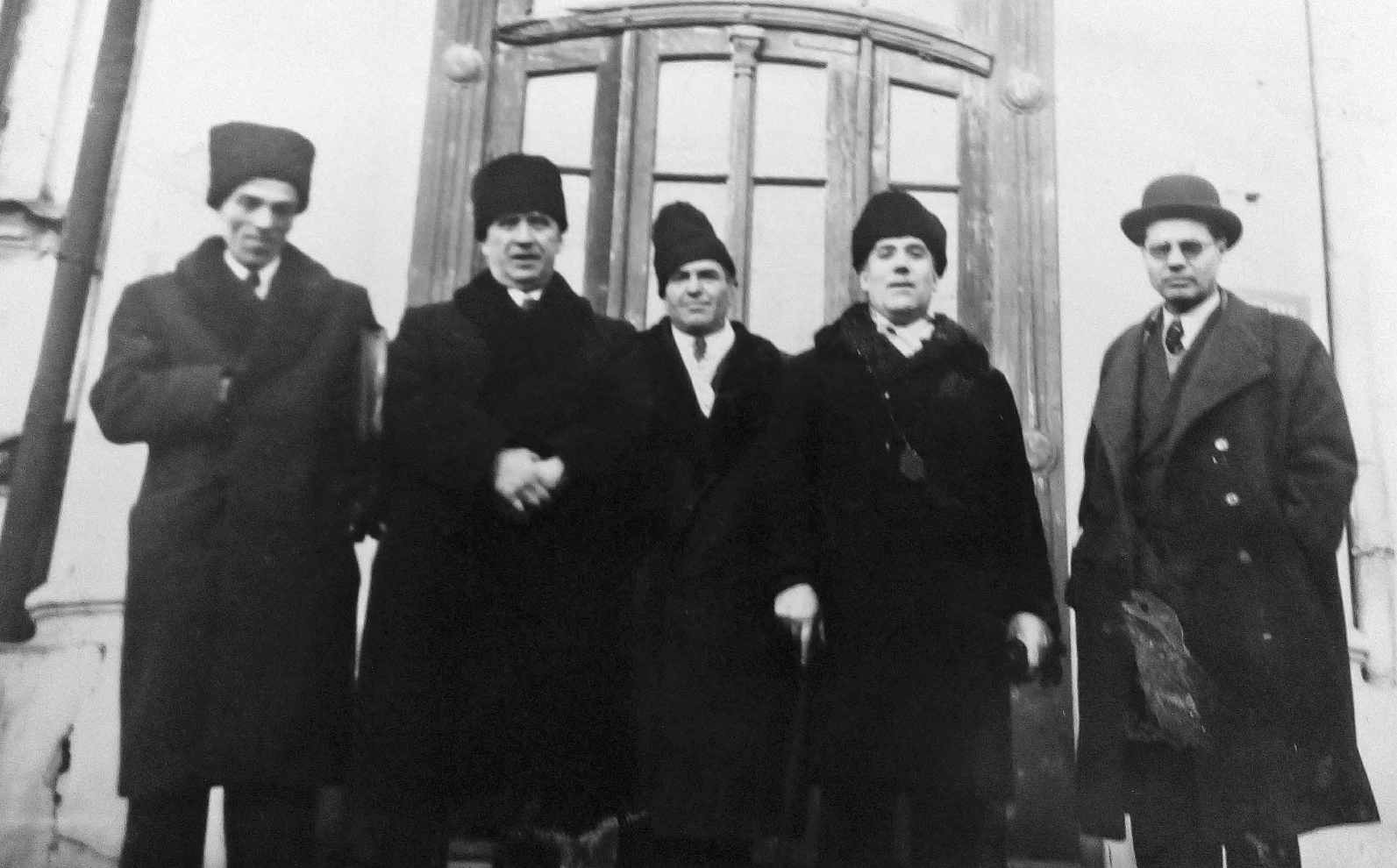
Întâlnirea activiștilor basarabeni și transnistreni la Tiraspol, 1941. De la stânga: Ilie Zaftur, Onisifor Ghibu, Ștefan Bulat, Pan Halippa și Nichita Smochină.
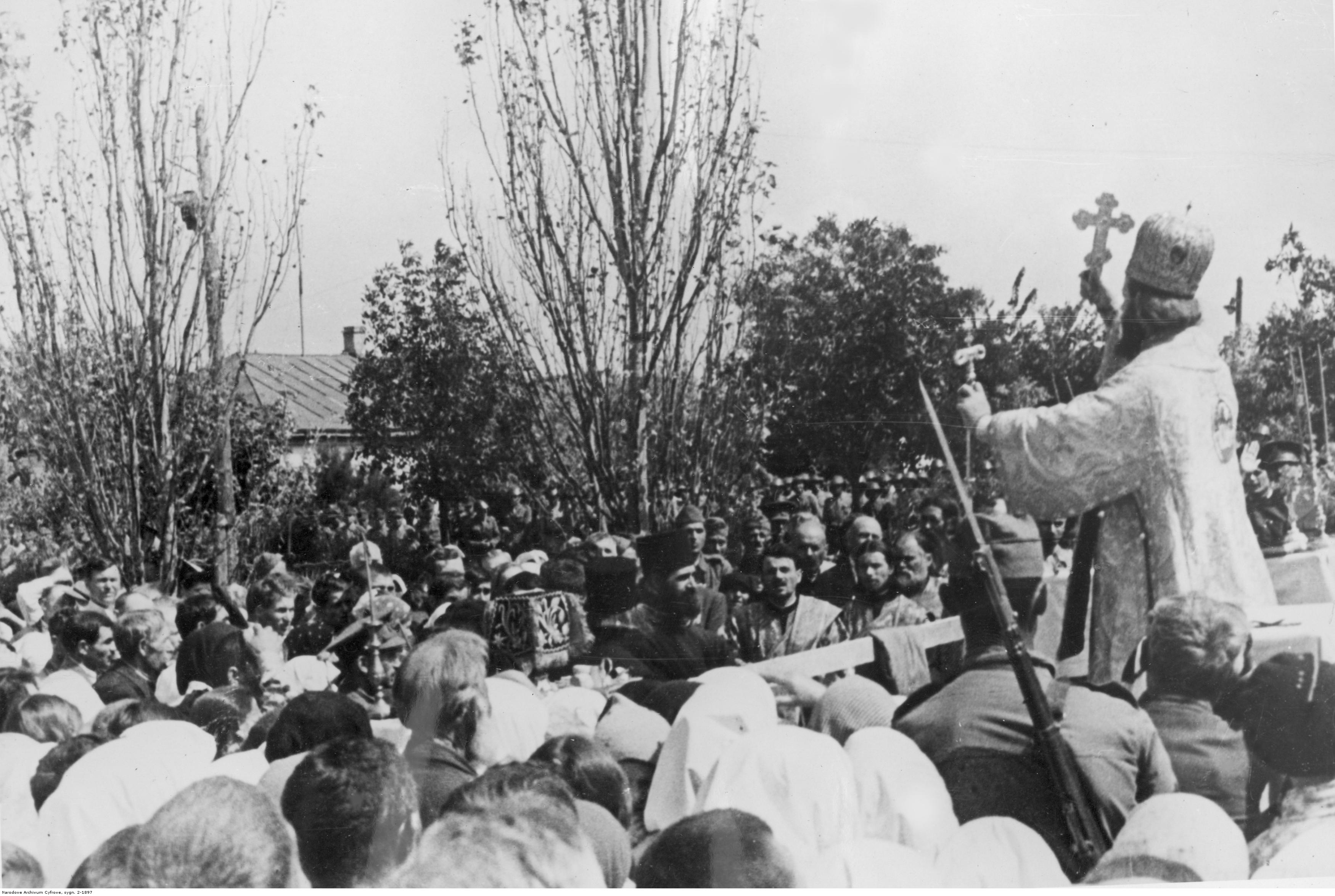
Slujbă în 1941 (după ce orașul a fost ocupat de trupele române). Episcopul de câmp al armatei române, generalul de brigadă Partenie Ciopron binecuvântează mulțimile.

Odată cu căderea URSS-ului și declararea independenței Republicii Moldova, la 27 august 1989, regiunea din stânga Nistrului, din cauza contradicțiilor lingvistice apărute, și-a proclamat, în 2 septembrie 1990, independența față de Republica Moldova, iar orașul Tiraspol a devenit capitala autoproclamatei „Republici Moldovenești Nistrene” (RMN).
În contextul invaziei ruse a Ucrainei, au avut loc în Tiraspol o serie de explozii pe 25 aprilie 2022, în jurul orei 17:45, în sediul birourilor „Ministerul Securității Statului” local și al filialei „Serviciului Federal de Securitate” rus din Transnistria. Acestea nu au făcut victime și au fost etichetate de autoritățile ucrainene drept operațiune sub steag fals a FSB-ului. Tot în 2022 au fost descoperite 2 gropi comune la cetatea din Tiraspol, unde erau îngropate în total peste 200 de persoane. Deși reprezentanții autorităților separatiste nu au dat vreo dată clară a perioadei din care datează rămășițele, unele surse susțin că victimele au fost ucise în perioada 1917-1930, la ordinele lui Lenin și Stalin, majoritatea fiind evrei anticomuniști.

## Geografie
La marginea de nord a municipiului este amplasată vâlceaua Colcot, o arie protejată din categoria monumentelor naturii de tip geologic sau paleontologic.

## Demografie
Tiraspolul este al doilea ca mărime oraș din Republica Moldova (după Chișinău) și cel mai mare din stânga Nistrului. Conform recensământului efectuat de autoritățile rebele nistrene, în noiembrie 2004, numărul locuitorilor din Tiraspol era 159.163 persoane, dintre care:
- Populație urbană: 158.070 locuitori
- Populație rurală: 1.094 locuitori

Luând în considerare faptul că înalta densitate a populației din sudul orașului Tiraspol și, practic, lipsa de hotare a acestuia cu localitățile adiacente, în Transnistria a apărut conceptul de Aglomerație Tiraspol–Tighina, cu aproximativ 250-300.000 locuitori comuni. Orașul Bender se află în partea dreaptă a Nistrului, însă, în urma războiului armat din 1992, a fost ocupat și de atunci este subordonat Tiraspolului. Aceste 2 orașe vecine, care formează o aglomerație comună, sunt unite între ele cu linii de troleibuze și autobuze. La sudul Tiraspolului mai este o localitate cu peste 10.000 locuitori, care se numește Sucleia și care a fost comasată încă pe la 1980. Chiar și locuitorii din regiune, uneori, nu știu până unde sunt hotarele Tiraspolului și de unde începe Sucleia.
Orașele Tiraspol și Tighina, despre unirea cărora se vorbește de mai bine de 40 ani, alcătuiesc o sistem comun de productivitate intensivă și relații culturale. Pe lângă troleibuze, între cele mai mari 2 orașe din Transnistria mai funcționează și linia de maxi-taxi nr. 20. În Bender sunt situate filialele multor instituții de învățământ ale Tiraspolului, printre care se numără și filiala Universității de Stat din Transnistria. Pentru aceste 2 orașe este specifică migrarea reciprocă a locuitorilor.
Sistemul unic de transport (autobuze și maxi-taxi) face legătura dintre Tiraspol și localitățile adiacente cum sunt Sucleia, Caragaș, Tîrnauca, etc.

### Structura etnică și lingvistică
În anul 1897, în orașul Tiraspol locuiau 31.616 persoane care se clasificau, pe limbi, în felul următor:
| Limba maternă | Populație | procente din total |
| ------------- | --------- | ------------------ |
| Rusă          | 14.013    | 44,32%             |
| Ucraineană    | 3.708     | 11,73%             |
| Belarusă      | 119       | 0,38%              |
| Poloneză      | 1.003     | 3,17%              |
| Cehă          | 1         | 0,003%             |
| Bulgară       | 56        | 0,18%              |
| Lituaniană    | 7         | 0,02%              |
| Letonă        | 7         | 0,02%              |
| Română        | 3.611     | 11,42%             |
| Idiș          | 8.568     | 27,1%              |

În anul 1926, în orașul Tiraspol locuiau 29.700 persoane care se clasificau, pe etnii, în felul următor:
| Grup etnic         | Populație | % din total |
| ------------------ | --------- | ----------- |
| Ruși               | 16.276    | 54,8%       |
| Evrei              | 8.732     | 29,4%       |
| Ucraineni          | 4.277     | 14,4%       |
| Moldoveni (români) | 416       | 1,4%        |

Conform recensământului sovietic din anul 1939, populația orașului era de 43.676 locuitori, distribuită astfel:
| Grup etnic         | Populație | % din total |
| ------------------ | --------- | ----------- |
| Ruși               | 14.785    | 33,85%      |
| Ucraineni          | 12.504    | 28,63%      |
| Evrei              | 11.764    | 26,93%      |
| Moldoveni (români) | 3.480     | 7,97%       |

2004
| Grup etnic         | Populație | % din total |
| ------------------ | --------- | ----------- |
| Ruși               | 65.298    | 41,71%      |
| Ucraineni          | 52.278    | 33,07%      |
| Moldoveni (români) | 23,790    | 15,05%      |
| Bulgari            | 2.450     | 1,55%       |
| Găgăuzi            | 1.988     | 1,26%       |
| Belaruși           | 1.712     | 1,08%       |
| Germani            | 701       | 0,44%       |
| Evrei              | 573       | 0,36%       |
| Armeni             | 360       | 0,23%       |
| Polonezi           | 324       | 0,2%        |
| Țigani (rromi)     | 116       | 0,07%       |
| Alții              | 7.849     | 4,98%       |

Conform recensământului neoficial, 90,4% din locuitorii orașului dețin "cetățenie" transnistreană, însă o parte din ei mai au și o a doua cetățenie: Republica Moldova – 16,2%, Federația Rusă – 16,1% sau Ucraina – 12,4%.

## Relații internaționale
Orașul Tiraspol este membru al Întrunirii Internaționale a capitalelor și marilor orașe și a Clubului Internațional al Mării Negre.
În Tiraspol lucrează reprezentanți ai următoarelor organizații internaționale:
- Misiunea OSCE-ului în Republica Moldova (oficiul Tiraspol)
- Comitetul Internațional pentru diplomație socială
- Asociația Internațională a activiștilor culturii și artei

### Consulate
| Țară    | Adresă                     | Telefon |
| ------- | -------------------------- | ------- |
| Belarus | str. 25 octombrie, nr. 114 |         |
| Rusia   | str. 25 octombrie, nr. 15  | 95539   |
| Ucraina | str. 25 octombrie, nr. 114 | 81905   |

## Orașe înfrățite
| Țară              | Oraș         | Data înfrățirii |
| ----------------- | ------------ | --------------- |
| Republica Moldova | Bălți        | ?               |
| Republica Moldova | Comrat       | ?               |
| Norvegia          | Trondheim    | 1987            |
| Germania          | Eilenburg    | 2002            |
| Ucraina           | Odesa        | 2006            |
| Ucraina           | Mîkolaiv     | 2006            |
| Ucraina           | Ternopol     | 2006            |
| Ucraina           | Ismail       | 2006            |
| Ucraina           | Cetatea Albă | 2006            |

| Țară    | Oraș         | Data înfrățirii |
| ------- | ------------ | --------------- |
| Ucraina | Herson       | 2006            |
| Ucraina | Cerkasî      | 2006            |
| Rusia   | Volgograd    | 2006            |
| Rusia   | Kaluga       | 2006            |
| Rusia   | Kursk        | 2006            |
| Belarus | Minsk        | 2006            |
| Rusia   | Severodvinsk | 2006            |

## Personalități născute aici
- Siluan Kravțov (1870 - 1941), Arhiepiscop de Fântâna Albă și Mitropolit al tuturor creștinilor de rit vechi din lume în perioada 1939-1941;
- Mihail Larionov (1881 - 1964), pictor;
- Nikolai Zelinski (1861 - 1953), chimist;
- Olga Bîkova (1922 - 1999), activistă comunistă;
- Alexandru Nicolschi (1915 - 1992), activist comunist, torționar al Securității;
- Anatol Colceag (1927 - 2020), pictor;
- Vladislav Grosul (1939 - 2022), istoric;
- Mihail Bergman (n. 1948), colonel rus;
- Felix Kreichman (n. 1949), politician;
- Vladimir Beliaev (n. 1965), politician;
- Maia Parnas (n. 1974), politiciană transnistreană
- Eugen Hmaruc (n. 1977), fotbalist;
- Alexandru Popovici (n. 1977), fotbalist;
- Alexandru Covalenco (n. 1978), fotbalist;
- Oleg Ichim (n. 1979), fotbalist;
- Stanislav Ivanov (n. 1980), fotbalist;
- Aleksandr Martînov (n. 1981), politician;
- Andrei Corneencov (n. 1982), fotbalist;
- Serghei Pașcenco (n. 1982), fotbalist;
- Evgheni Pațula (n. 1983), fotbalist;
- Igor Picușceac (n. 1983), fotbalist;
- Serghei Alexeev (n. 1986), fotbalist;
- Stanislav Namașco (n. 1986), fotbalist;
- Alexandra Bocancea (n. 1989), fotbalistă;
- Alexandru Pașcenco (n. 1989), fotbalist;
- Anatol Cheptine (n. 1990), fotbalist;
- Constantin Mandrîcenco (n. 1991), fotbalist;
- Valeria Lukyanova (n. 1992), fotomodel;
- Valeriu Ciupercă (n. 1992), fotbalist;
- Violeta Mițul (1997 - 2023), fotbalistă.

## Galerie de imagini

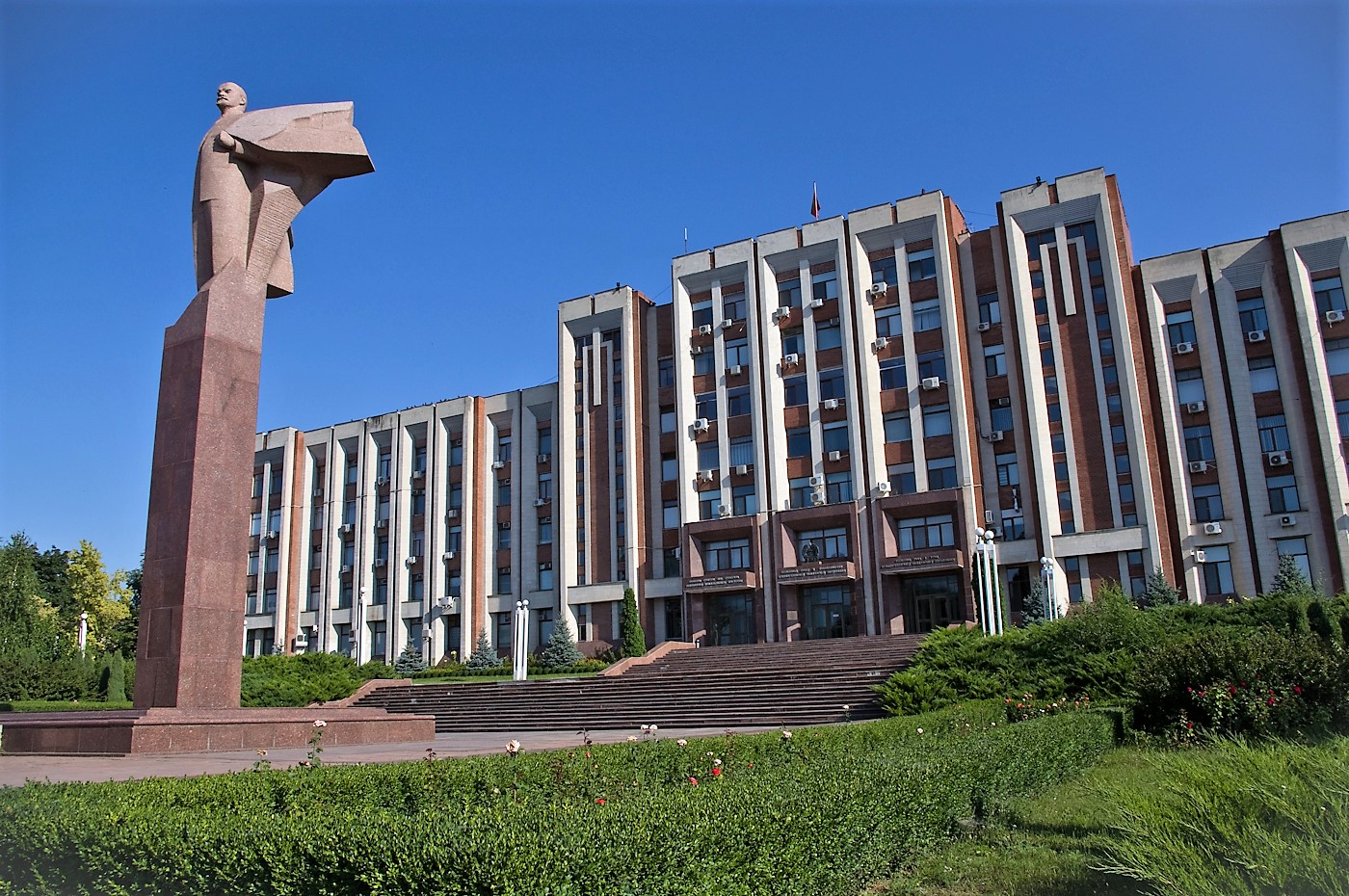
Monumentul lui Lenin în fața Casei "Guvernului" și a Sovietului Suprem al republicii separatiste.
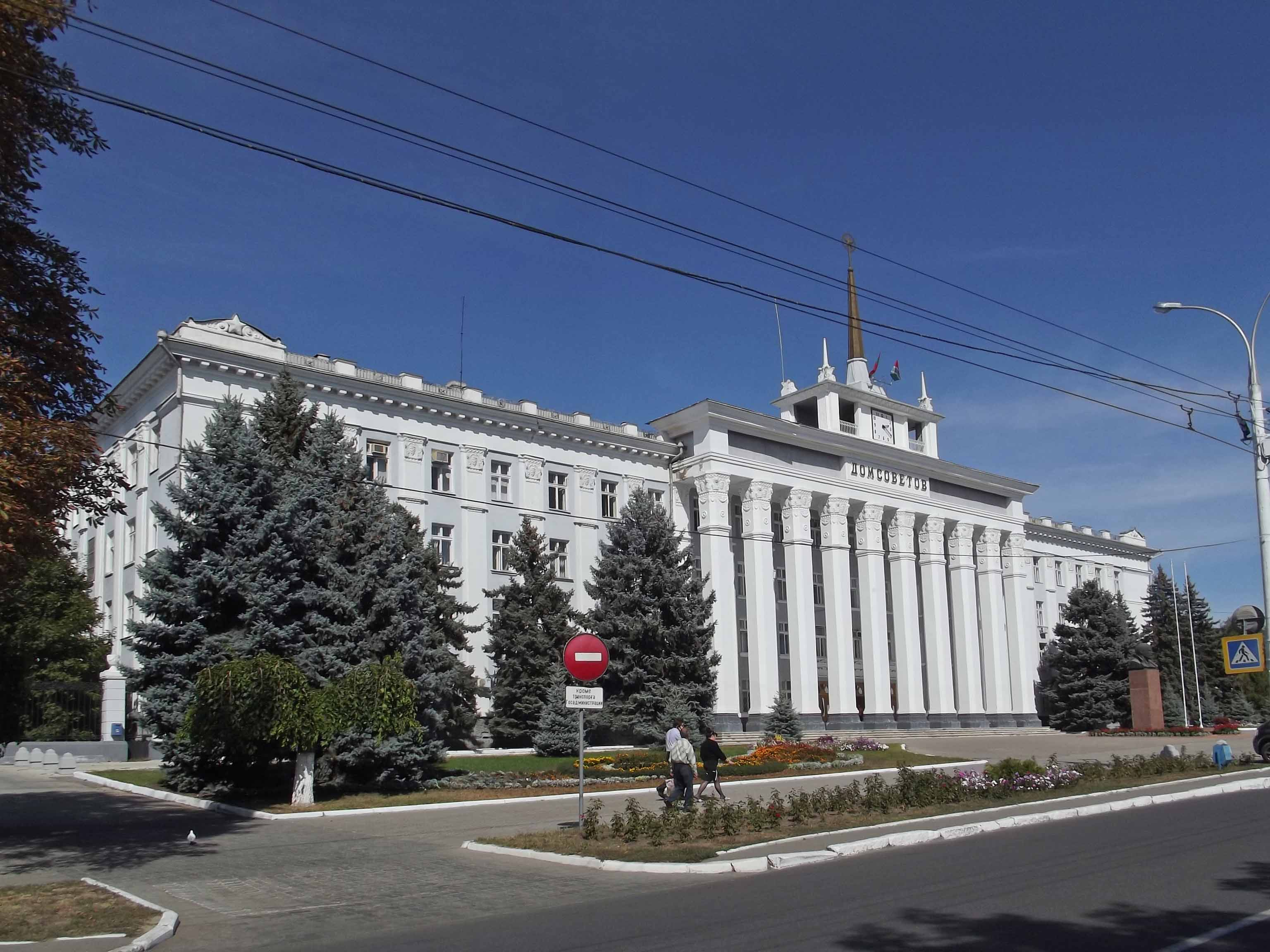
Casa Sovietelor, totodată sediul Sovietului orășenesc.
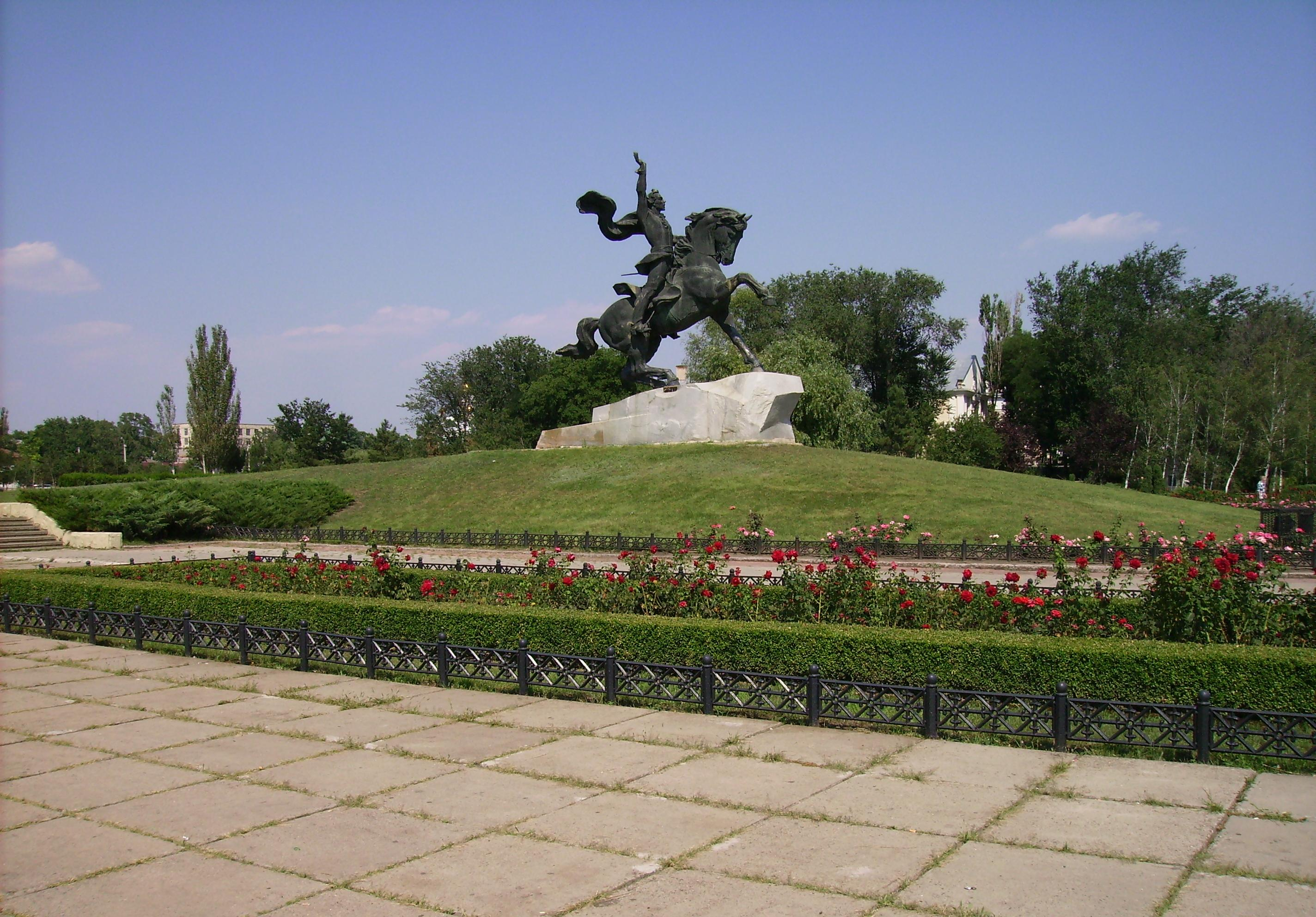
Monumentul lui Suvorov
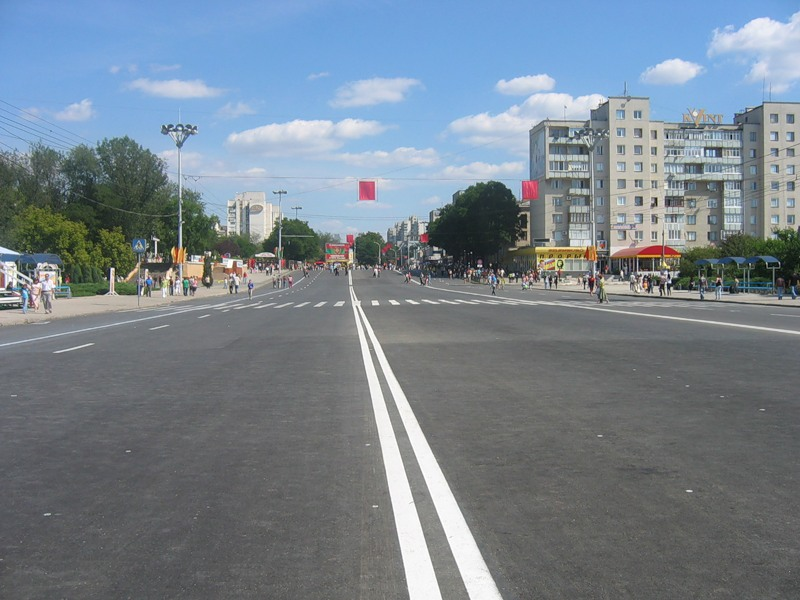
Piața Suvorov
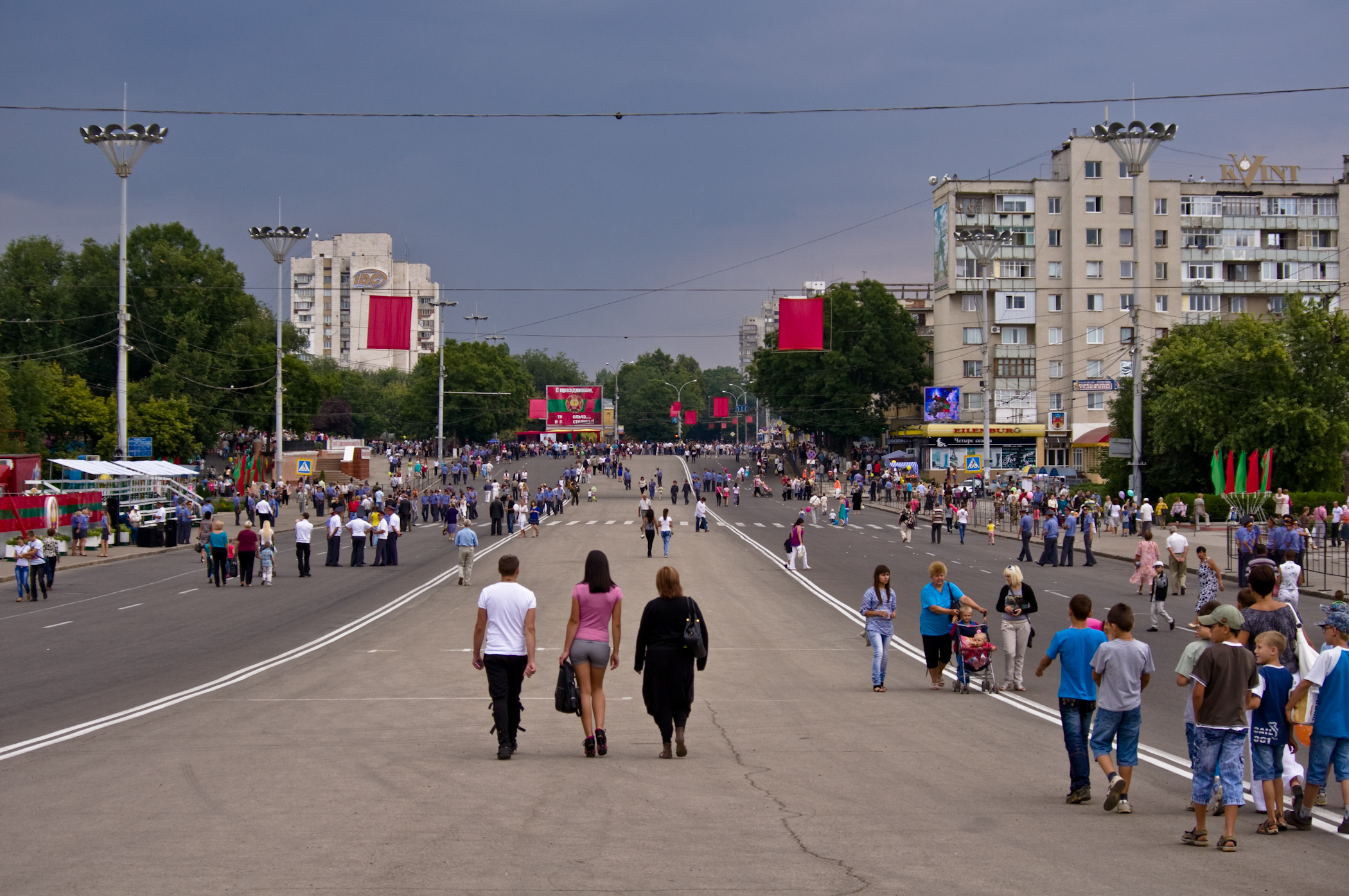
Piața Suvorov în timpul unei parade.
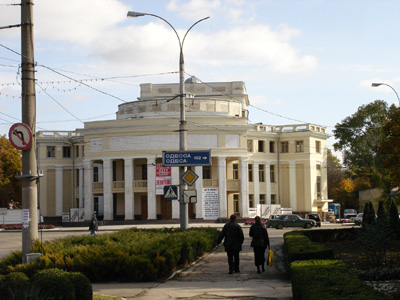
Teatrul orășenesc
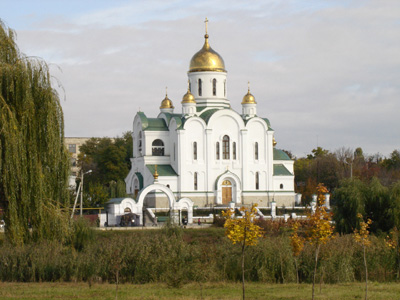
Catedrala din Tiraspol
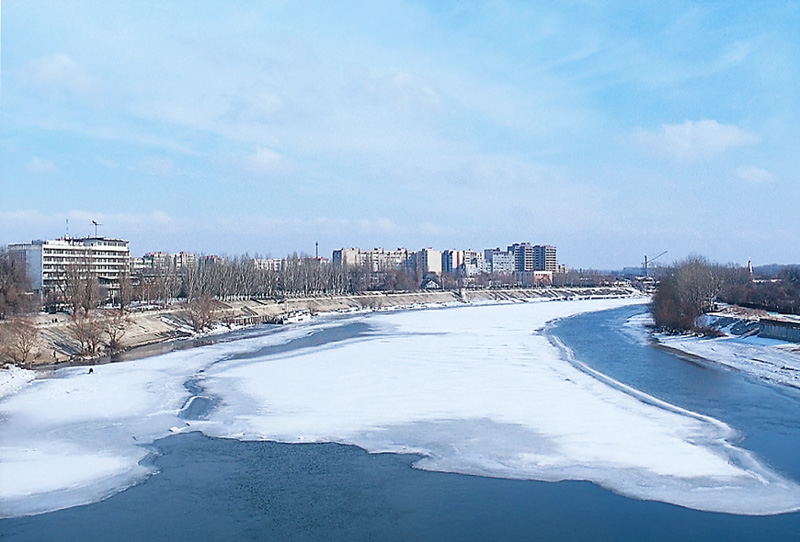
Tiraspolul și Nistrul pe timp de iarnă.
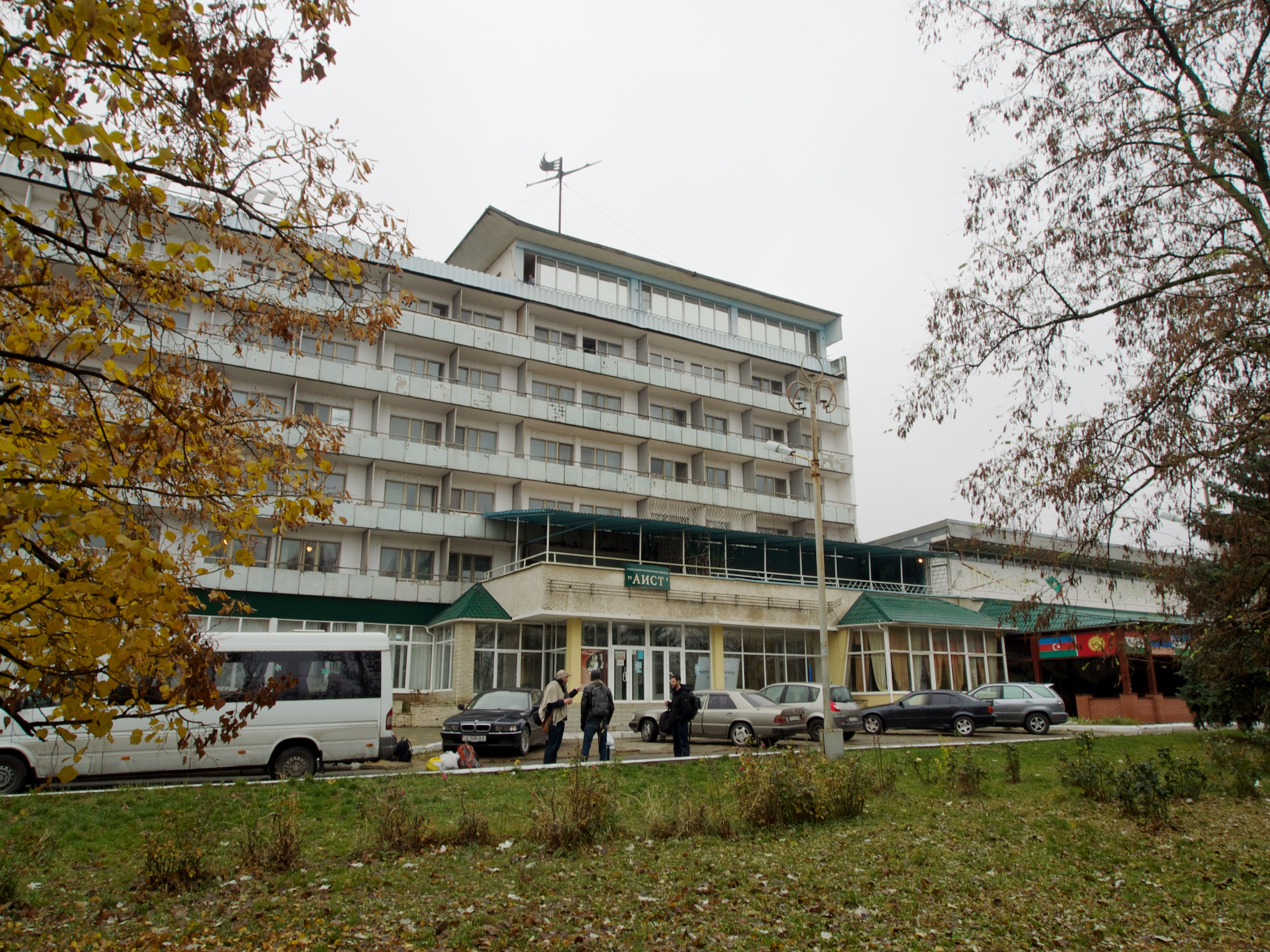
Hotelul „Aist”
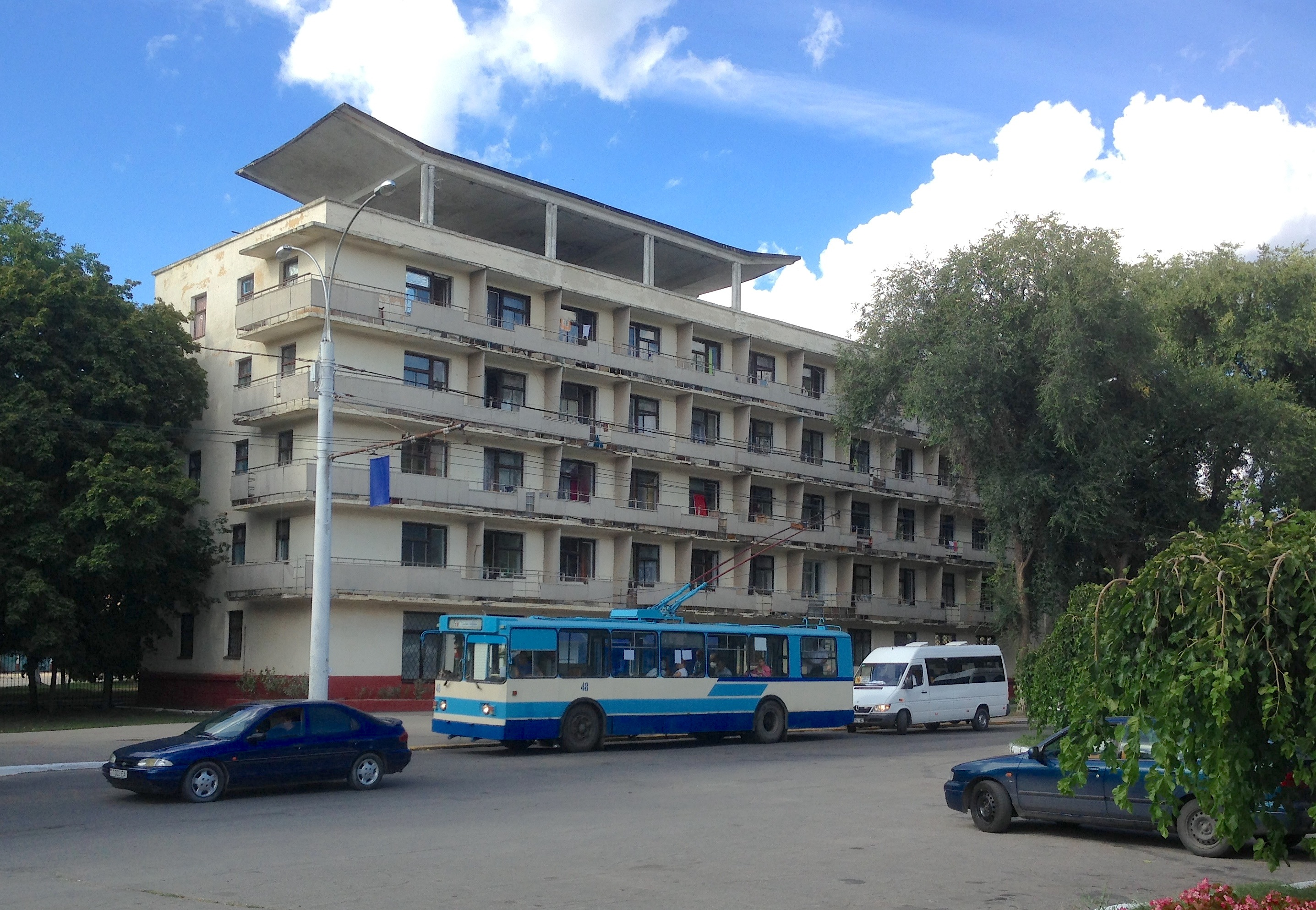
Clădire sovietică.
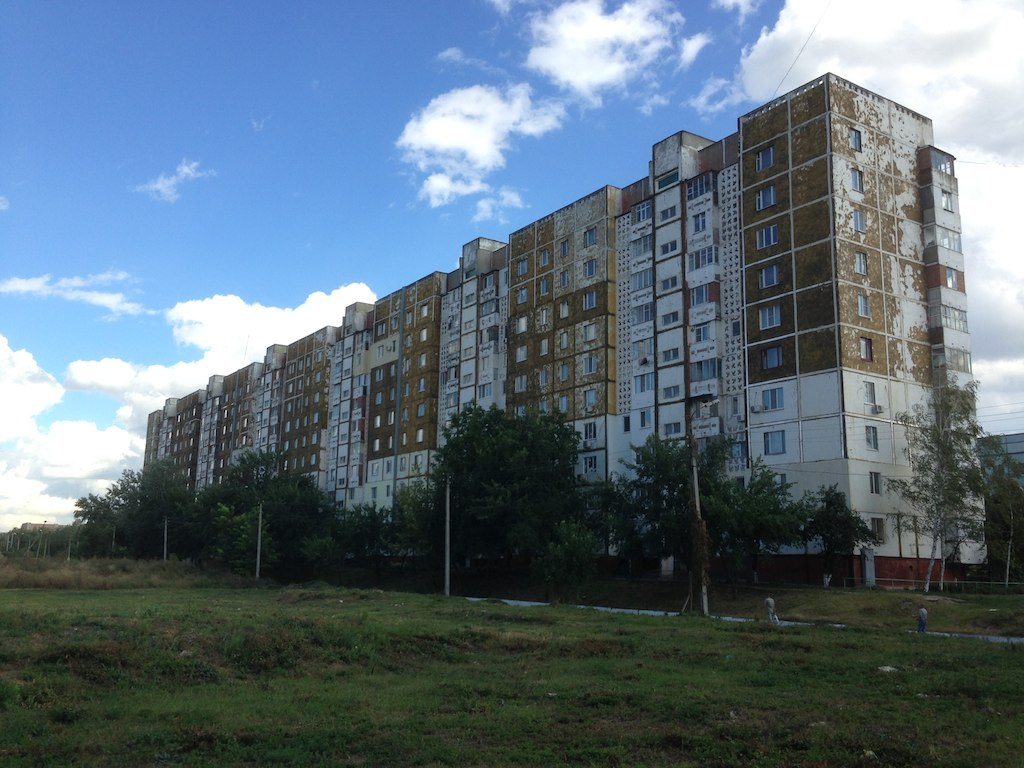
Blocuri locative tipice (denumite "hrușciovka", din perioada sovietică).
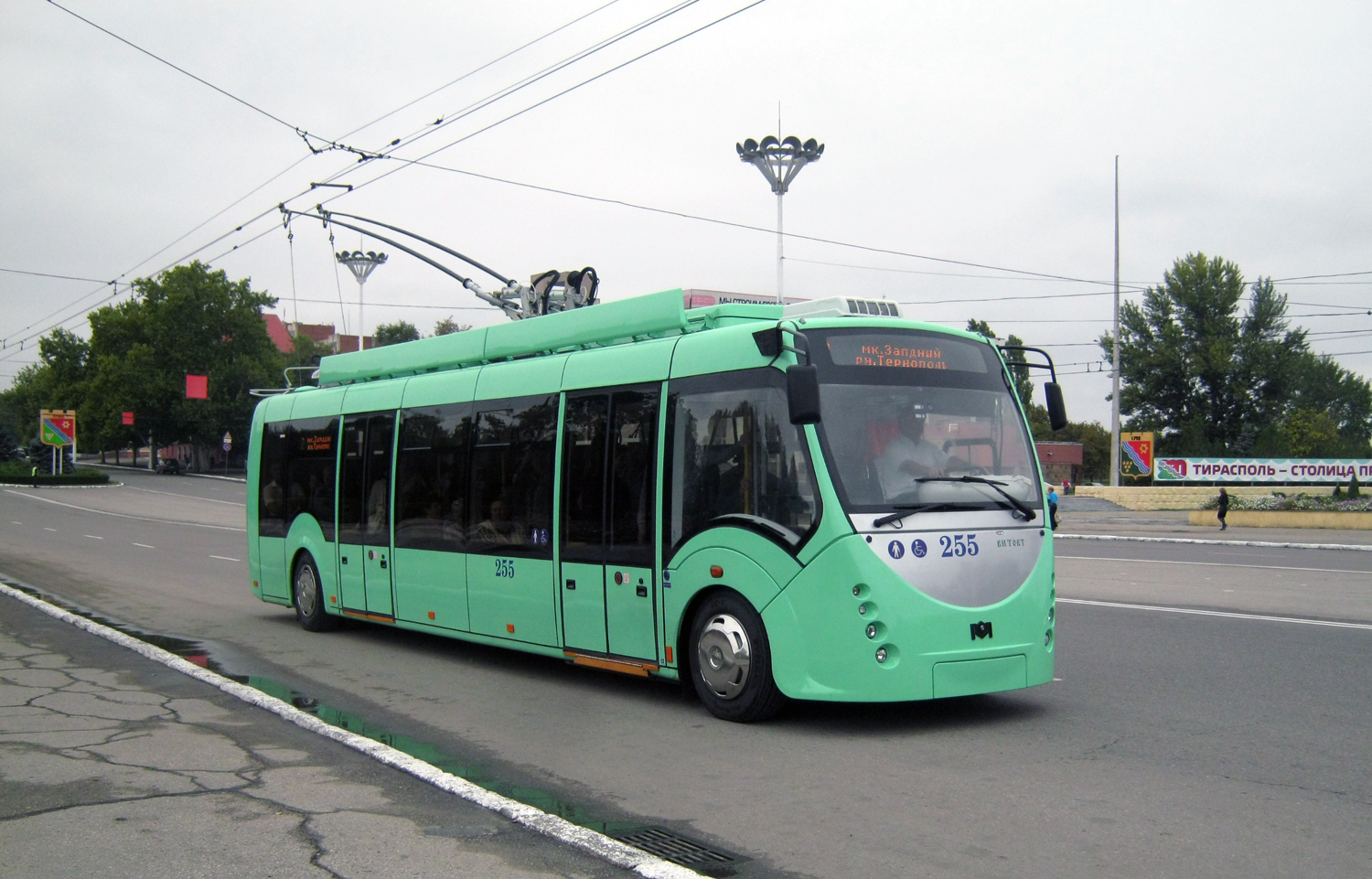
Troleibuz în Tiraspol
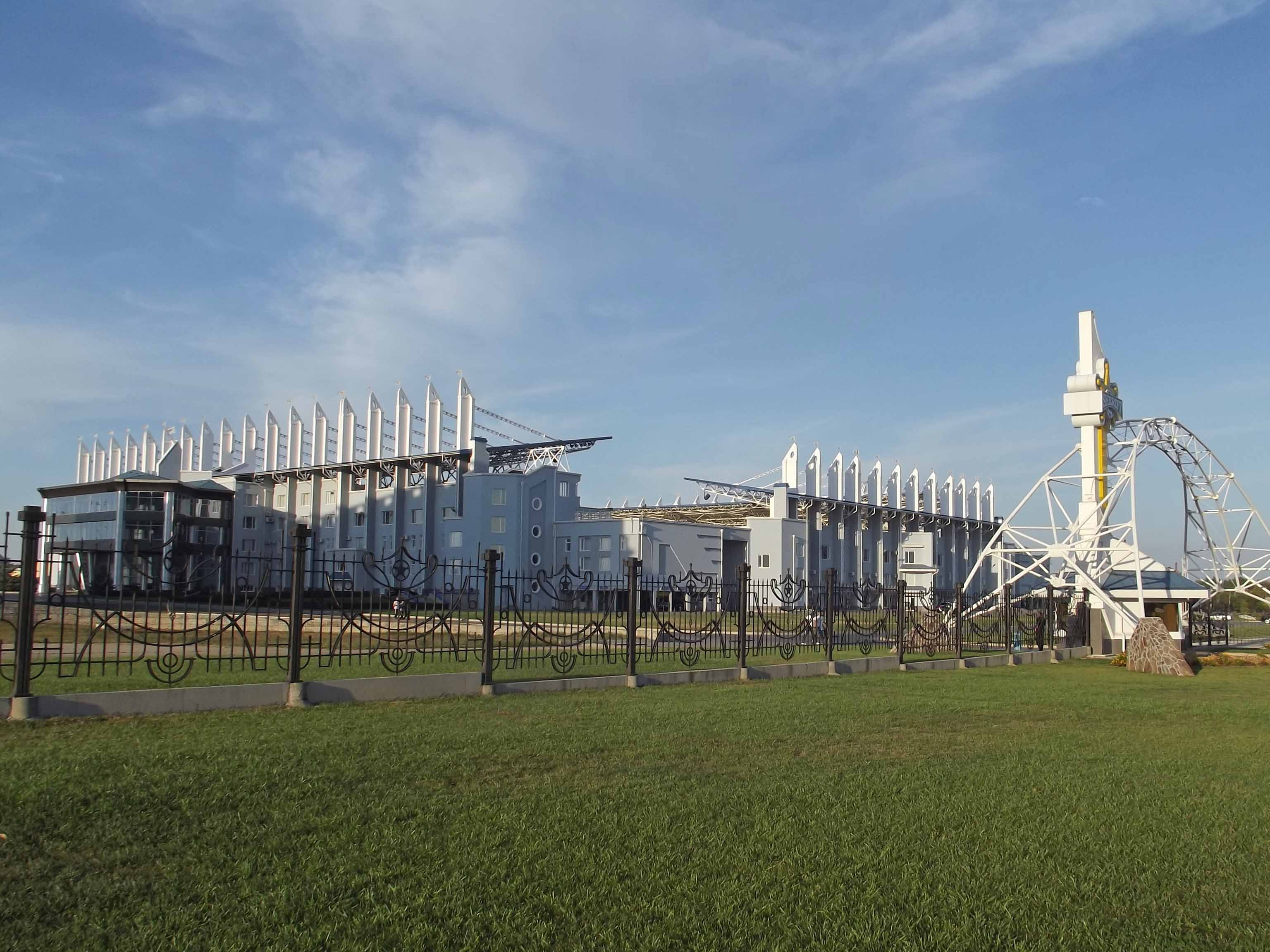
Stadionul "Sheriff"
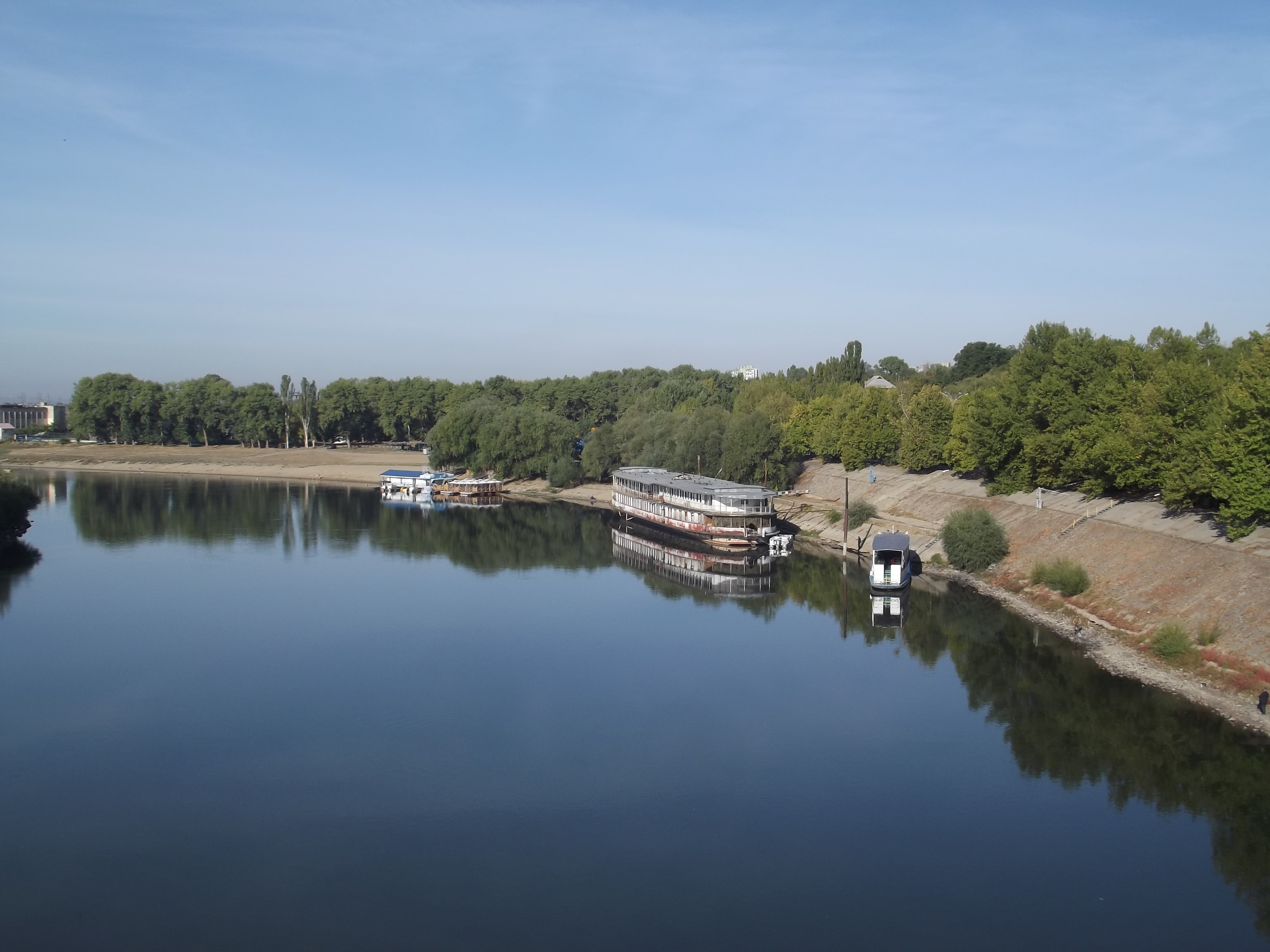
Nistrul prin zonă